# Subinfeudazione
Secondo il diritto feudale, la subinfeudazione era una pratica nella quale il possessore di un feudo, che detiene terra per concessione di un re o di un signore superiore, ne ricavava una parte da infeudare alienandola dai propri possedimenti.
Il possessore è definito valvassore rispetto al possessore in capite. A sua volta il valvassore poteva infeudare ad uno o più cosiddetti valvassini. La Corona, che in teoria era proprietaria di tutte le terre del regno, ricopriva il ruolo di possessore supremo dei feudi. I grandi feudatari nei regni solitamente erano poco inclini alla frammentazione dei propri possedimenti in questi sottofeudi.

## Inghilterra
La situazione era differente nella legge inglese dove, con uno statuto del 1290 denominato Quia Emptores, veniva permesso al possessore di un feudo di alienarne una o più parti a chi lo ritenesse degno, ma prevedeva che quest'ultima persona non potesse a sua volta cederlo ad altri subfeudatari ma dovesse risponderne unicamente al suo immediato feudatario superiore, e pertanto non potesse alienare la terra ricevuta in concessione.

## Scozia
Nel Diritto di Scozia, il sistema feudale venne abolito definitivamente solo con l' Abolition of Feudal Tenure etc. (Scotland) Act 2000. La durata di un qualsiasi contatto venne limitata ad un massimo di 175 anni per evitare la presenza in futuro di relazioni perpetue tra signori feudali ed amministratori delle loro terre simili a quelle createsi durante il periodo feudale.

## Sacro Romano Impero
Nel Sacro Romano Impero i feudi subinfeudati erano noti col termine tedesco di Afterlehen e tali possedimenti potevano divenire ereditabili o a loro volta subinfeudati sino ad un massimo di cinque volte totali tra il primo feudatario e l'ultimo subfeudatario.